# 134
Năm 134 là một năm trong lịch Julius. 